# Distrito histórico de Sniffen Court
El Distrito histórico de Sniffen Court (en inglés: Sniffen Court Historic District) es un distrito histórico ubicado en Nueva York, Nueva York. El Distrito histórico de Sniffen Court se encuentra inscrito como un Distrito Histórico en el Registro Nacional de Lugares Históricos desde el 28 de noviembre de 1973. 

## Ubicación
El Distrito histórico de Sniffen Court se encuentra dentro del condado de Nueva York en las coordenadas 40°44′51″N 73°58′40″O / 40.7475, -73.977778.